# 90th Missile Wing
Le 90th Missile Wing est une unité équipée de missiles balistiques intercontinentaux appartenant jusqu'en septembre 2009 à l'Air Force Space Command puis à partir de cette date au Global Strike Command de l'United States Air Force basée à Francis E. Warren Air Force Base dans le Wyoming.